# وردی ۳۹۷۵
سیارک ۳۹۷۵ (به انگلیسی: 3975 Verdi، نامگذاری:1982UR3) سه هزار و نهصد و هفتاد و پنجمین سیارک کشف شده‌است که در ۱۹ اکتبر ۱۹۸۲ کشف شد.
قدر مطلق سیارک برابر ۱۲٫۳۰ است.